# باول دوفي
باول دوفي (بالإنجليزية: Paul Duffy)‏ هو موسيقي بريطاني، ولد في 16 يونيو 1988 في ليفربول في المملكة المتحدة.